# 2024 în Algeria
Acest articol prezinta evenimente marcante din anul 2024 în Algeria .

## Decese
- 30 octombrie: Tahar Zbiri⁠(d)(născut în anul 1929), ofițer, șef de cabinet(1964–1967), participant al loviturii de stat din anul 1965 și lider al tentativei de lovitură de stat din anul 1967.
- 9 noiembrie: Rachid Mekhloufi⁠(d)(născut în anul 1936), fotbalist(Saint-Étienne, echipa națională a Franței) și manager (echipa națională a Algeriei).